# قوشا قواق
قوشا قواق (به لاتین: Qoşaqovaq) یک منطقه مسکونی در جمهوری آذربایجان است که در شهرستان آق‌داش واقع شده است. قوشا قواق ۱۰۸۳ نفر جمعیت دارد.